# Keir Hardie
James Keir Hardie (15 de agosto de 1856 – 26 de septiembre de 1915) fue un político y sindicalista escocés. Fundador del Partido Laborista y su primer líder entre 1906 y 1908.
Hardie nació en Newhouse, en el norte de Lanarkshire. Empezó a trabajar a la edad de siete años, y desde los diez trabajó en las minas de carbón del sur de Lanarkshire. Con antecedentes en la predicación religiosa, comenzó a ser conocido como orador público con talento y fue elegido portavoz de sus compañeros mineros. En 1879 fue elegido líder de un sindicato minero en Hamilton y organizó una Conferencia Nacional de Mineros en Dunfermline. Posteriormente lideró huelgas mineras en Lanarkshire (1880) y Ayrshire (1881). Pasó a ejercer el periodismo para poder llegar a fin de mes, y desde 1886 trabajó como organizador sindical a tiempo completo, como secretario del Sindicato Minero de Ayrshire.
Hardie apoyó inicialmente al Partido Liberal de William Gladstone, pero más tarde llegó a la conclusión de que la clase trabajadora necesitaba su propio partido. Se presentó por primera vez al Parlamento en 1888 como independiente, y a finales de ese año ayudó a crear el Partido Laborista Escocés. Hardie obtuvo el escaño de West Ham Sur como candidato independiente en 1892 y participó en la fundación del Partido Laborista Independiente (ILP) al año siguiente. Perdió su escaño en 1895, pero fue reelegido parlamentario en 1900 por la circunscripción de Merthyr Tydfil en Gales del Sur. El mismo año colaboró en la formación del Comité de Representación Laborista, de base sindical, que más tarde sería renombrado Partido Laborista.
Tras las elecciones generales de 1906, Hardie fue elegido como primer líder parlamentario del Partido Laborista. Dimitió en 1908 en favor de Arthur Henderson y pasó el resto de su vida haciendo campaña por causas específicas, como el sufragio femenino, la autonomía para la India o la oposición a la Primera Guerra Mundial. Falleció en 1915 mientras trataba de organizar una huelga general pacifista. Hardie es visto como una figura clave en la historia del Partido Laborista y ha sido objeto de múltiples biografías. Kenneth O. Morgan le denominó «El mayor pionero del laborismo y su mayor héroe».

## Primeros años
James Keir Hardie nació el 15 de agosto de 1856 en una pequeña cabaña de dos habitaciones de las afueras occidentales de Newhouse, cerca de Holytown, un pequeño pueblo próximo a Motherwell, en Escocia. Su madre, Mary Keir, era sirvienta y su padrastro, David Hardie, carpintero naval. Apenas tuvo contacto con su padre biológico, un minero de Lanarkshire llamado William Aitken. La creciente familia se trasladó pronto al barrio de los astilleros de Govan, cerca de Glasgow (que no fue incorporado a la ciudad hasta 1912), donde tuvieron una vida con una situación económica muy difícil, con su padrastro intentando mantener un empleo continuado en los astilleros más que practicando su oficio en el mar, un propósito nada fácil dado el carácter cíclico de la industria.
El primer empleo de Hardie llegó a la jovencísima edad de siete años, cuando fue empleado como mensajero por la naviera Anchor Line. De aquí en adelante la escolarización formal se tornó en imposible, pero sus padres pasaban las tardes enseñándole a leer y escribir, habilidades que se probarían esenciales para su futuro autoaprendizaje. A este trabajo siguieron una serie de empleos de aprendiz mal pagados, como en una tienda de chatarra, con un litógrafo, como remachador en los astilleros o mensajero para una panadería donde ganaba cuatro chelines y seis peniques a la semana.
En ese momento se produjo un gran cierre patronal de los astilleros del Clydeside, en el cual fueron enviados a casa por un periodo de seis meses los obreros sindicados. Con su principal fuente de ingresos bloqueada, la familia se vio obligada a vender todos sus bienes para pagar la comida, pasando a ser los magros ingresos de Hardie la única fuente de ingresos que se mantenía en la casa. Un hermano se puso enfermo y falleció dadas las miserables condiciones que sufrieron, mientras el embarazo de su madre limitaba su capacidad para trabajar. Para empeorar más las cosas, el joven James perdió su empleo por llegar tarde en dos ocasiones. Desesperado, su padrastro regresó al trabajo en el mar, mientras su madre se trasladaba de Glasgow a Newarthill, donde su abuela materna aún vivía.
A la edad de diez años, Hardie se fue a trabajar a las minas como trampero: abriendo y cerrando una puerta durante un intervalo de diez horas para mantener el flujo de aire para los mineros en una sección determinada. Asimismo comenzó a asistir a clases nocturnas en Holytown por aquellas fechas.
El padrastro de Hardie volvió del mar y se marchó a trabajar en una línea ferroviaria en construcción entre Edimburgo y Glasgow. Cuando finalizó su trabajo, la familia se trasladó a la localidad de Quarter, en South Lanarkshire, donde Hardie se puso a trabajar como conductor de ponis en las minas, labrándose más tarde su entrada en los pozos como picador. También trabajó durante dos años en la superficie en las canteras. Cuando tenía veinte años ya era un minero cualificado.
Keir, como era llamado ahora, ansiaba una vida fuera de las minas. Para lograr ese fin, animado por su madre, había aprendido a leer y escribir taquigrafía. También empezó a asociarse a la Unión Evangélica, convirtiéndose en miembro de la Iglesia de la Unión Evangélica de Park Street, en Hamilton, actualmente Iglesia Reformada Unida, que también incorpora a la Iglesia Congregacional de St. James, a la que asistía el joven David Livingstone, el futuro famoso explorador. Asimismo participó en el Movimiento por la Templanza. La afición de Hardie por la predicación le situó ante masas de sus compañeros de fe, ayudándole a aprender el arte de la oratoria. Pronto fue visto por otros mineros como el presidente lógico de sus reuniones y el portavoz de sus agravios. Los propietarios de las minas empezaron a verle como un agitador y en poco tiempo él y sus dos hermanos pequeños fueron puestos en la lista negra de la industria minera local.

## Líder sindical

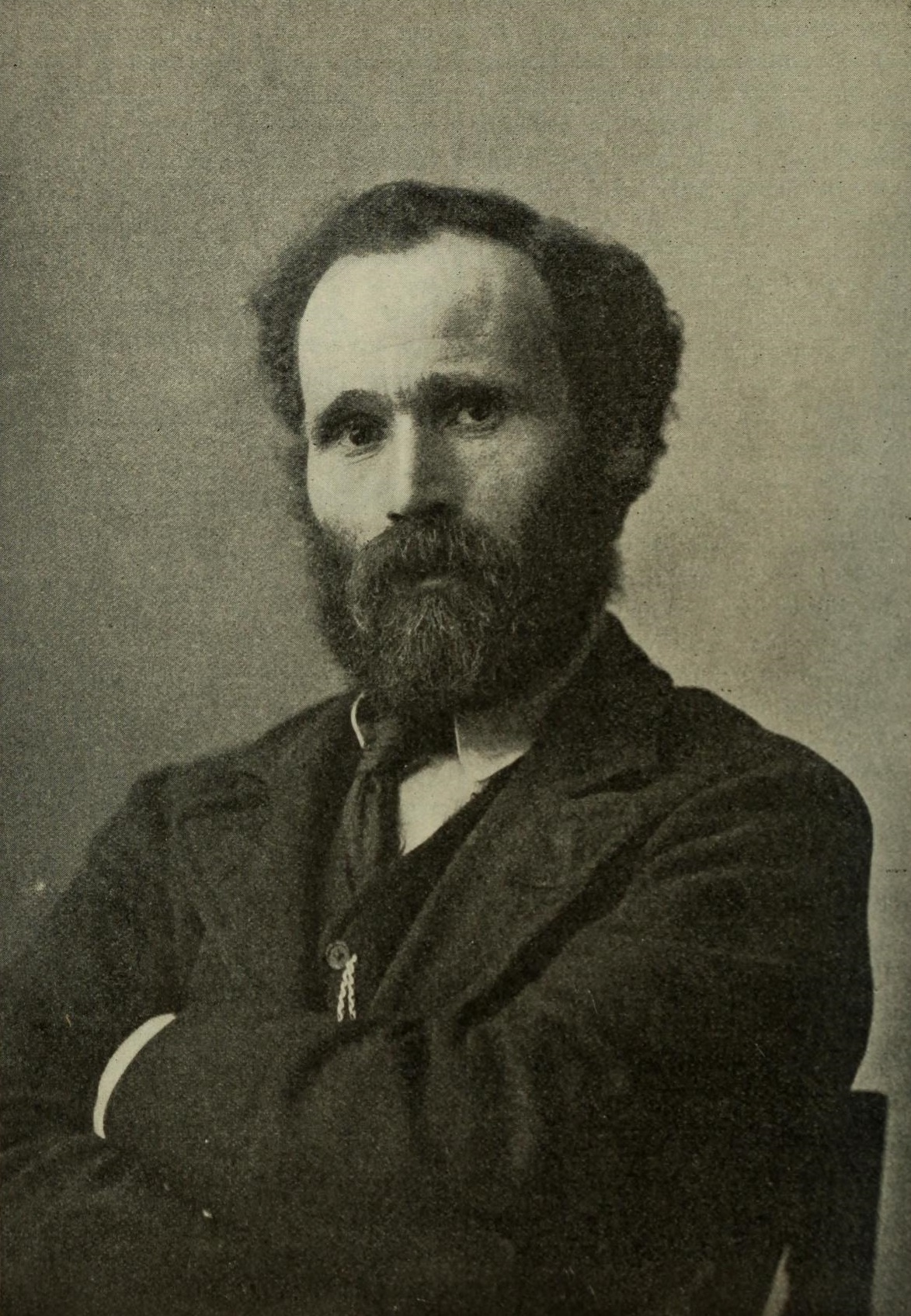
Hardie en su juventud

Si los propietarios de las minas escocesas habían confiado en quitarse del medio a un potencial agitador obrero marcando a Hardie para no trabajar en las minas, su actuación demostró ser un gran error de cálculo. El joven Keir Hardie, de 23 años, pasó perfectamente de las minas de carbón al trabajo de organización sindical.
En mayo de 1879, los empresarios mineros escoceses se coordinaron para forzar una reducción salarial que tuvo como efecto estimular las demandas de sindicación de los trabajadores. Se celebraron gigantescas reuniones semanales en Hamilton en la que los mineros se juntaban para expresar sus agravios. El 3 de julio de 1879, Keir Hardie fue nombrado secretario delegado de los mineros, un puesto que le otorgó la oportunidad de entrar en contacto con otros representantes de los mineros a lo largo del sur de Escocia. Tres semanas más tarde, Hardie fue elegido por los mineros como delegado a la Conferencia Nacional de Mineros que se iba a celebrar en Glasgow. Fue nombrado agente minero en agosto de 1879 y comenzó su nueva carrera como organizador y funcionario sindical.
El 16 de octubre de 1879, Hardie asistió a la Conferencia Nacional en Dunfermline, donde fue seleccionado como secretario nacional, un resonante título que realmente precedió en varios años al establecimiento de una organización nacional coherente. Estuvo activo en la oleada huelguística que barrió la región en 1880, incluyendo una huelga generalizada en las minas de Lanarkshire durante aquel verano que duró seis semanas. El bisoño sindicato no tenía dinero, pero trabajó para reunir suministros para las familias mineras en huelga, mientras Hardie y otros agentes sindicales convencían a los comerciantes locales para abastecer de bienes bajo la promesa de un futuro pago. En el domicilio de Hardie se mantuvo en funcionamiento un comedor benéfico durante el curso de la huelga, gestionado por su nueva esposa, Lillie Wilson.
Aunque la huelga minera de Lanarkshire fue un fracaso, la actividad y la energía de Hardie brillaron, y aceptó una llamada de Ayrshire para recolocarse allí con el objetivo de organizar a los mineros locales. La joven pareja se trasladó a la localidad de Cumnock, donde Keir se puso a organizar un sindicato para los mineros de la zona, un proceso que le ocupó casi un año.

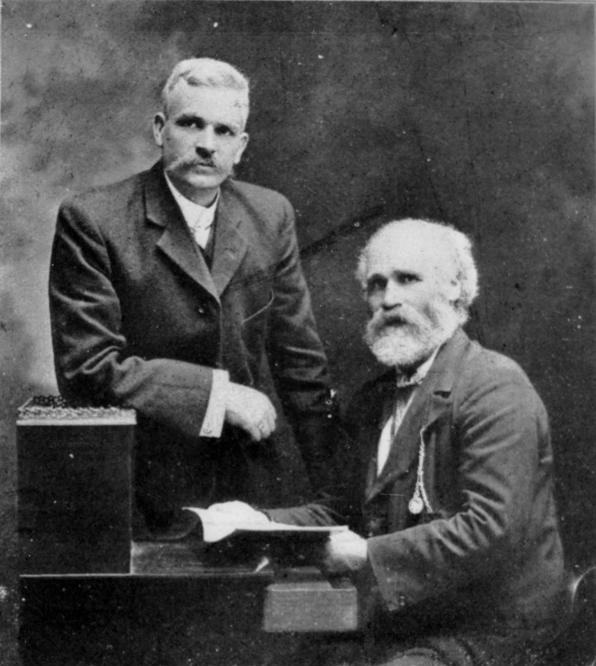
Hardie con Andrew Fisher, líder del Partido Laborista Australiano, en 1907. Los dos se conocieron en su juventud durante la huelga de la minería del carbón de Ayrshire de 1881

En agosto de 1881, los mineros de Ayrshire pusieron encima de la mesa la reivindicación de una subida salarial del diez por ciento, una proposición rechazada inmediatamente por los empresarios de la minería de la región. A pesar de la falta de fondos para sostener una huelga, fue convocado un paro, sobreviniendo un cierre de diez semanas en las minas de la región. La huelga fue también un fracaso formalmente, ya que los mineros regresaron al trabajo antes de que sus peticiones fuesen concedidas, pero no mucho más tarde los salarios fueron aumentados por parte de los propietarios, temerosos de futuras acciones obreras. Uno de los otros líderes de la huelga era el joven minero de 19 años Andrew Fisher, quien décadas después se convertiría en líder del Partido Laborista Australiano y primer ministro de Australia. Él y Hardie quedaban regularmente para debatir sobre política cuando ambos vivían en Ayrshire, y renovarían su familiaridad en cierto número de ocasiones a lo largo de su vida.
Para llegar a fin de mes, Hardie pasó a ejercer el periodismo, comenzando por escribir para el periódico local, el Cumnock News, un diario vinculado al Partido Liberal. Como consecuencia natural, se afilió a la Asociación Liberal, en la que permaneció activo. También continuó su trabajo de predicación como activo miembro de la Logia Good Templar’s.
En agosto de 1886, los continuos esfuerzos de Hardie para construir un poderoso sindicato de los mineros escoceses fueron recompensados cuando se organizó el Sindicato Minero de Ayrshire. Hardie fue nombrado secretario de organización del nuevo sindicato, recibiendo un salario de 75 libras al año.
En 1887 Hardie lanzó una nueva publicación llamada The Miner.

## Partido Laborista Escocés

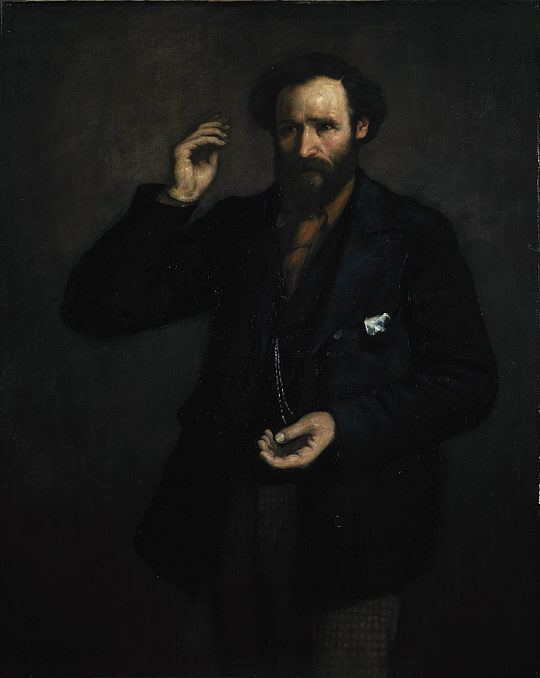
Retrato de Hardie pintado por el artista escocés Henry John Dobson

Hardie fue un comprometido georgista durante muchos años y miembro de la Scottish Land Restoration League. Sería «a través del impuesto único» sobre el monopolio de la tierra que Hardie se convertiría gradualmente en un socialista Fabiano. Argumentaba que «cualquiera que sea la idea, el socialismo de Estado es necesario como etapa en el desarrollo del ideal». A pesar de su inicial apoyo al Partido Liberal, Hardie se desilusionó con las políticas económicas de William Gladstone y comenzó a percibir que los liberales no defenderían los intereses de la clase trabajadora. Hardie concluyó que el Partido Liberal quería los votos obreros sin devolver a cambio reformas radicales que consideraba cruciales. Por ello, se presentó al Parlamento.
En abril de 1888, Hardie se presentó como candidato laborista independiente en las elecciones parciales celebradas en Lanarkshire. Quedó el último pero esto no le disuadió, pensando que alcanzaría mayores éxitos en el futuro. En una reunión pública celebrada en Glasgow el 25 de agosto de 1888 fue fundado el Partido Laborista Escocés, siendo elegido su primer secretario. El presidente del nuevo partido era Robert Bontine Cunninghame Graham, el primer diputado socialista británico y posterior fundador del Partido Nacional Escocés.

## Diputado por West Ham Sur
Hardie fue invitado a presentarse por la circunscripción de West Ham Sur en 1892, un escaño de clase trabajadora en Essex (actualmente en el Gran Londres). Los liberales decidieron no presentar candidato, pero al mismo tiempo no ofrecieron ninguna ayuda a Hardie. Compitiendo contra el candidato del Partido Conservador, Hardie obtuvo 5.268 votos frente a 4.036. Tras tomar posesión de su escaño el 3 de agosto de 1892, Hardie rechazó llevar el «uniforme parlamentario» consistente en levita negra, sombrero de copa alta de seda negra y cuello almidonado que llevaban otros diputados de clase trabajadora. En su lugar, Hardie se puso un sencillo traje de tweed, corbata roja y deerstalker. Aunque este sombrero era el más apropiado para su traje, fue criticado severamente en la prensa, siendo acusado de llevar una gorra típicamente asociada a los trabajadores corrientes: «Una gorra en el Parlamento». En la cámara, Hardie defendió un impuesto progresivo sobre la renta, la libertad de enseñanza, pensiones públicas y la abolición de la Cámara de los Lores, así como el derecho de la mujer al voto.

## Partido Laborista Independiente
En 1893, Hardie y otros líderes formaron el Partido Laborista Independiente, una acción que preocupó a los liberales, que temieron que la fuerza del ILP, en algún momento del futuro, ganase los votos de clase trabajadora que tradicionalmente recibían.
Hardie saltó a los titulares en 1894, cuando tras una explosión en el pozo minero Albion en Cilfynydd, cerca de Pontypridd que mató a 251 mineros, solicitó que se incluyese un mensaje de condolencias a los familiares de las víctimas en la adhesión de felicitaciones al nacimiento del heredero real (el futuro Eduardo VIII). La petición fue rechazada. Hardie pronunció un enardecido discurso atacando a la monarquía, casi cual premonición de la naturaleza plebeya del matrimonio del futuro rey, la cual  causaría su abdicación:

Desde su niñez en adelante este chico estará rodeado de sicofantes y aduladores a granel –[gritos de «¡Oh, oh!»]– y será educado para creer que es de una creación superior. [Gritos de «¡Oh, oh!»] Se trazará una línea entre él y el pueblo sobre el que está llamado a reinar algún día. A su debido tiempo, siguiendo el precedente que ya ha sido establecido, será enviado de viaje alrededor del mundo, a lo que seguirán probablemente rumores de alianza morganática –[Gritos más altos de «¡Oh, oh!» y «¡Orden!»]– y el final de ello será que el país será llamado a pagar la factura. [Gritos de «¡Al diablo con él!(aludiendo a Hardie)»]

Este discurso en la Cámara de los Comunes fue muy controvertido y contribuyó a la pérdida de su escaño en 1895.

## Partido Laborista

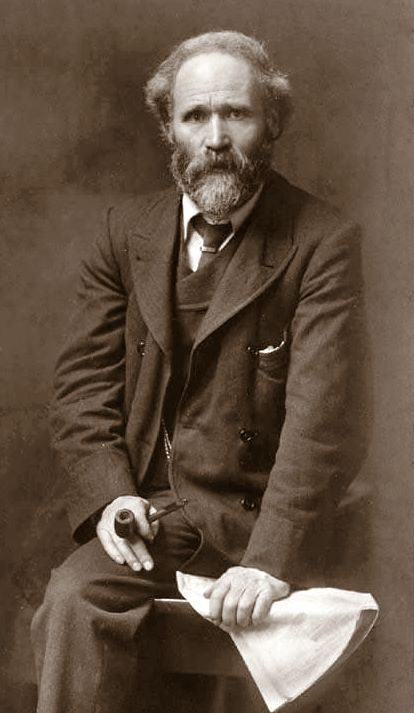
Hardie en 1902

Hardie pasó los cinco años siguientes de su vida construyendo el movimiento obrero y hablando en varios mítines; fue detenido en un mitin sufragista en Londres, pero el ministro del Interior, preocupado por el hecho de arrestar al líder del ILP, ordenó su puesta en libertad.
Keir Hardie, en su declaración de 1899 al Comité de la Cámara de los Comunes sobre Emigración e Inmigración, planteó que los escoceses estaban muy ofendidos por los inmigrantes y que querrían una total prohibición de la inmigración. Cuando se le señaló que salía más gente de Escocia de la que entraba, contestó: «Sería mucho mejor para Escocia si esos 1.500 fuesen impelidos a permanecer allí y dejásemos a los extranjeros fuera... El Dr. Johnson afirmó que Dios hizo Escocia para los escoceses, y yo lo mantendría así». Según Hardie, los trabajadores inmigrantes lituanos de la industria minera tenían «costumbres inmundas», vivían de «ajo y aceite» y eran portadores de «la peste negra».
En 1900, Hardie organizó una reunión de varios sindicatos y grupos socialistas, en la que acordaron formar el Comité de Representación Laborista (LRC), dando nacimiento al futuro Partido Laborista. A finales de aquel año, Hardie, representando al laborismo, fue elegido diputado por la circunscripción de Merthyr Tydfil, en los valles del sur de Gales, a la que representaría durante el resto de su vida. Solo otro diputado laborista fue elegido aquel año (Richard Bell, por Derby), pero a partir de estos pequeños comienzos el partido continuó creciendo, hasta formar el primer Gobierno laborista de la historia en 1924.
Mientras tanto, el Gobierno conservador unionista era cada vez más profundamente impopular, y el líder liberal Henry Campbell-Bannerman estaba preocupado por una posible división del voto entre los partidos liberal y laborista en las próximas elecciones. En 1903 se alcanzó un acuerdo, que pasó a ser conocido como el Pacto Lib-Lab de 1903 o Pacto Gladstone-MacDonald. Fue diseñado por Ramsay MacDonald y el líder parlamentario liberal Herbert Gladstone: los liberales no se presentarían contra los laboristas en treinta circunscripciones en las siguientes elecciones, con el objetivo de evitar la división del voto anti-conservador.
En 1906 el LRC cambió su nombre por el de Partido Laborista. Ese año, el recién nombrado Gobierno liberal de Sir Henry Campbell-Bannerman convocó elecciones generales: el resultado fue una fuerte derrota para el Partido Conservador (entonces en la oposición) y una mayoría absoluta para los liberales.
El resultado de las elecciones generales de 1906 fue una de las mayores victorias electorales de la historia británica: los liberales despojaron a los conservadores (y a sus aliados liberales unionistas) de los que eran vistos como sus escaños seguros. El líder conservador y ex primer ministro, Arthur Balfour, perdió su asiento por Manchester Este en un cambio de más del 20 por ciento. Pero lo que terminaría siendo incluso más significativo fue la elección de 29 diputados laboristas.

## Últimos años

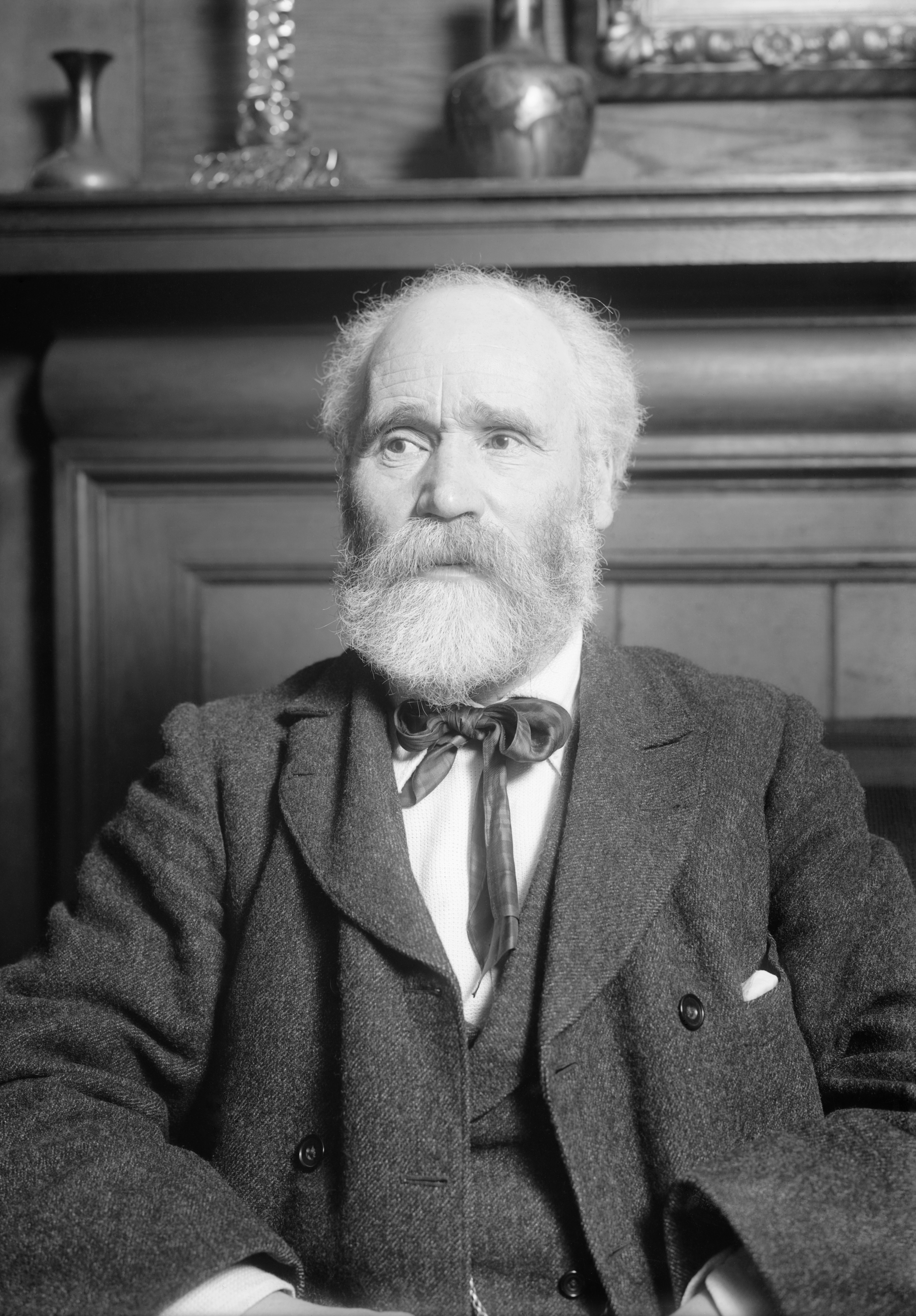
Fotografía de Keir Hardie en 1909

En 1908 Hardie dimitió como líder del Partido Laborista y fue sustituido por Arthur Henderson. Pasó el resto de su vida haciendo campaña por el sufragio femenino y desarrollando una relación más estrecha con Sylvia Pankhurst. Su secretaria Margaret Symons Travers fue la primera mujer en hablar en el Palacio de Westminster cuando sorteó su vigilancia e irrumpió en la sesión parlamentaria al grito de «¡Voto para las mujeres!» el 13 de octubre de 1908.
También hizo campaña por la autonomía para la India y por el fin del apartheid en Sudáfrica. Durante una visita a los Estados Unidos en 1909, sus críticas al sectarismo reinante entre los radicales estadounidenses causaron un intenso debate en relación con la posible unificación del Partido Socialista de América con los sindicatos en un partido laborista.
Pacifista, Hardie fue horrorizado por la Primera Guerra Mundial y junto a otros socialistas de otros países intentó organizar una huelga general internacional para detener la guerra. Su planteamiento no era popular, incluso dentro del Partido Laborista, pero continuó dirigiéndose a manifestaciones contra la guerra a lo largo del país y apoyando a los objetores de conciencia. Tras el estallido de la guerra, el 4 de agosto de 1914, los enérgicos discursos antibélicos de Hardie recibieron habitualmente oposición en forma de fuertes gritos. Tras una serie de infartos Hardie falleció en un hospital de Glasgow por neumonía al mediodía del 26 de septiembre de 1915, a la edad de 59 años. Su amigo y compañero pacifista Thomas Evan Nicholas (Niclas y Glais) ofició el sermón en el servicio memorial de Hardie en Aberdare, su circunscripción. Fue incinerado en Maryhill, Glasgow. Una estela funeraria memorial permanece en su honor en el cementerio de Cumnock, en Ayrshire, Escocia.

## Legado

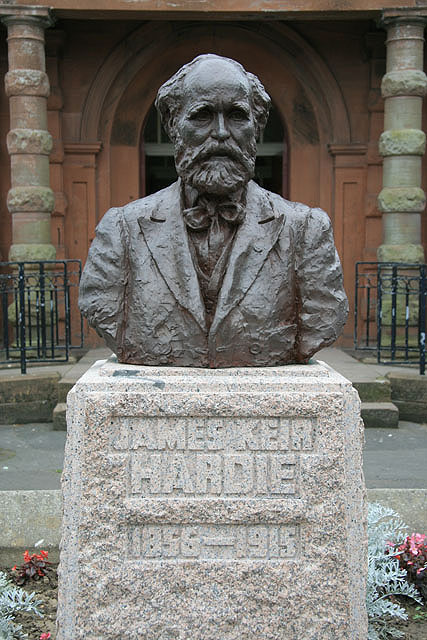
Busto de James Keir Hardie ante el Ayuntamiento de Cumnock

El 2 de diciembre de 2006 fue inaugurado un busto memorial de Keir Hardie por parte de la diputada del valle de Cynon, Ann Clwyd, en los aledaños de las oficinas municipales de Aberdare (su antigua circunscripción). La ceremonia conmemoraba el centenario del nacimiento del Partido Laborista.
Hardie aún es mantenido en alta estima en su antigua localidad natal de Holytown, donde se conserva su hogar de la infancia abierto a las visitas del público, al mismo tiempo que el polideportivo local ostenta su nombre en su honor como The Keir Hardie Sports Centre. La escuela primaria Memorial Keir Hardie abrió sus puertas en 1956. Actualmente hay 40 calles a lo largo de Gran Bretaña con el nombre de Hardie. El poeta Alan Morrison usó el título Keir Hardie Street para su largo poema narrativo de 2010 en el que un poeta ficticio de clase trabajadora y de finales de siglo descubre una utopía socialista fuera de la soñada Línea Sea-Green del metro de Londres.
Uno de los edificios de la Universidad de Swansea también lleva su nombre, al igual que la carretera principal de distribución de Sunderland, la Keir Hardie Way. El barrio Ellen Wilkinson de Wardley, en East Gateshead, tiene a la Avenida Keir Hardie como su calle principal. La barriada Keir Hardie en Canning Town (Newham, Londres Este) lleva su nombre como homenaje a su desempeño como diputado por West Ham Sur. La Avenida Keir Hardie, en la localidad de Cleator Moor, Cumbria, fue nombrada en su honor en 1942. Asimismo, una barriada del distrito londinense de Brent también fue denominada Keir Hardie. De igual modo llevan su nombre una calle de Kilwinning (Escocia), un bloque de apartamentos en Little Thurrock, una calle de Greenock y una de Methil, Fife, un bastión laborista. La Ty Keir Hardie, en su circunscripción de Merthyr Tydfil, alberga oficinas del Consejo del condado de Merthyr Tydfil adjuntas al Centro Cívico de Castle Street. En esta localidad también hay una barriada Keir Hardie, en la que las calles llevan el nombre de los primeros líderes laboristas independientes como Wallhead o Glasier.
En reconocimiento a su trabajo como predicador, la Iglesia Metodista Keir Hardie de Londres ostenta su nombre.
El fundador del laborismo fue elegido como el «mayor héroe» del partido en una encuesta extraoficial realizada entre los delegados al Congreso del Partido Laborista de 2008. Los pares laboristas Lord Morgan, Ed Balls, David Blunkett y Fiona Mactaggart promovieron este sondeo sobre cuatro figuras del laborismo en una reunión informal del Guardian durante el congreso laborista de 2008 celebrado en Manchester.
Los hermanastros pequeños de Keir Hardie, David Hardie y George Hardie, y su cuñada, Agnes Hardie fueron elegidos diputados del Partido Laborista tras su fallecimiento. Su hija Nan Hardie y su marido Emrys Hughes serían nombrados rectores de Cumnock; Hughes también logró ser diputado laborista por South Ayrshire en 1946.
El biógrafo Kenneth O. Morgan ha bosquejado la personalidad de Hardie:

Le encuentro un hombre que no era solo un cruzado idealista, sino un pragmático, ansioso por trabajar con los liberales radicales cuya ideología compartía ampliamente, sutil en la construcción de la alianza laborista con los sindicatos y otros organismos socialistas, y supremamente flexible en su filosofía política, un socialismo muy genérico basado en un cristianismo secularizado más que en el marxismo. «Los socialistas», proclamaba, «hacen la guerra a un sistema, no a una clase»... No era economista y estaba mal informado sobre muchos asuntos, pero tenía el carisma y la visión únicas que todo movimiento radical necesita.

### Sociedad Keir Hardie
El 15 de agosto de 2010 (154º aniversario del nacimiento de Hardie) fue fundada la Sociedad Keir Hardie en el Summerlee Museum of Scottish Industrial Life. La sociedad pretende «preservar las ideas y promover la vida y obra de Keir Hardie». Entre los cofundadores se encuentran Cathy Jamieson, en aquel momento diputada escocesa por Carrick, Cumnock y Doon Valley, circunscripción que cubre la zona donde Hardie vivió la mayor parte de su vida. El líder laborista escocés Richard Leonard fue el fundador principal de la sociedad, junto al diputado británico Hugh Gaffney.

### En otros medios
En agosto de 2016 la obra de Jim Kenworth, A Splotch of Red: Keir Hardie in West Ham fue estrenada en varias salas de Newham, incluida la Neighbours Hall de Canning Town, donde Hardie habló. La obra trata la batalla de Hardie para ganar el escaño de West Ham Sur. Fue dirigida por James Martin Charlton; con Samuel Caseley en el papel de Keir Hardie.

## Obras
- From Serfdom to Socialism (1907)
- Karl Marx: The Man and His Message (1910)